# 日本赤十字社医療センター
日本赤十字社医療センター（にっぽんせきじゅうじしゃいりょうセンター）は、東京都渋谷区広尾にある病院である。日本赤十字社の中央医療センターであり、唯一の本社直轄病院。

## 概要

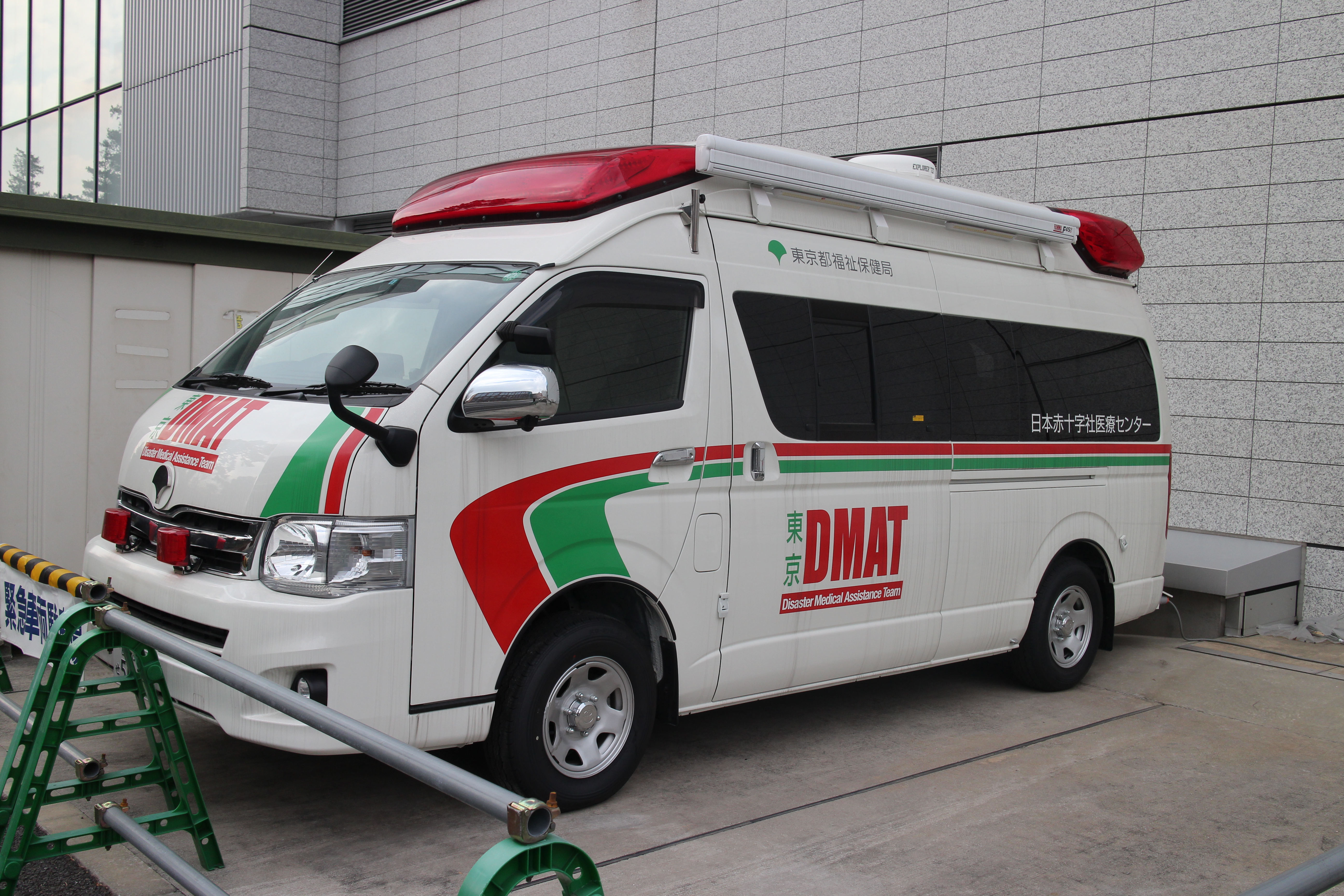
東京DMATのドクターカー

現在医療センターが所在する東京・広尾の敷地にはかつて、堀田備中守の屋敷があった。
日本赤十字社医療センター（日赤医療センター）の前身である日本赤十字社病院が現在地に移転開院したのは1891年（明治24年）のことで、病院前には全長数百メートルに及ぶ煉瓦（赤れんが）塀が設置された。また、バス停留所の前には推定樹齢500年、周囲が4.7メートル以上で区内最大となる大銀杏があり、渋谷区の天然記念物に指定された。

## 沿革

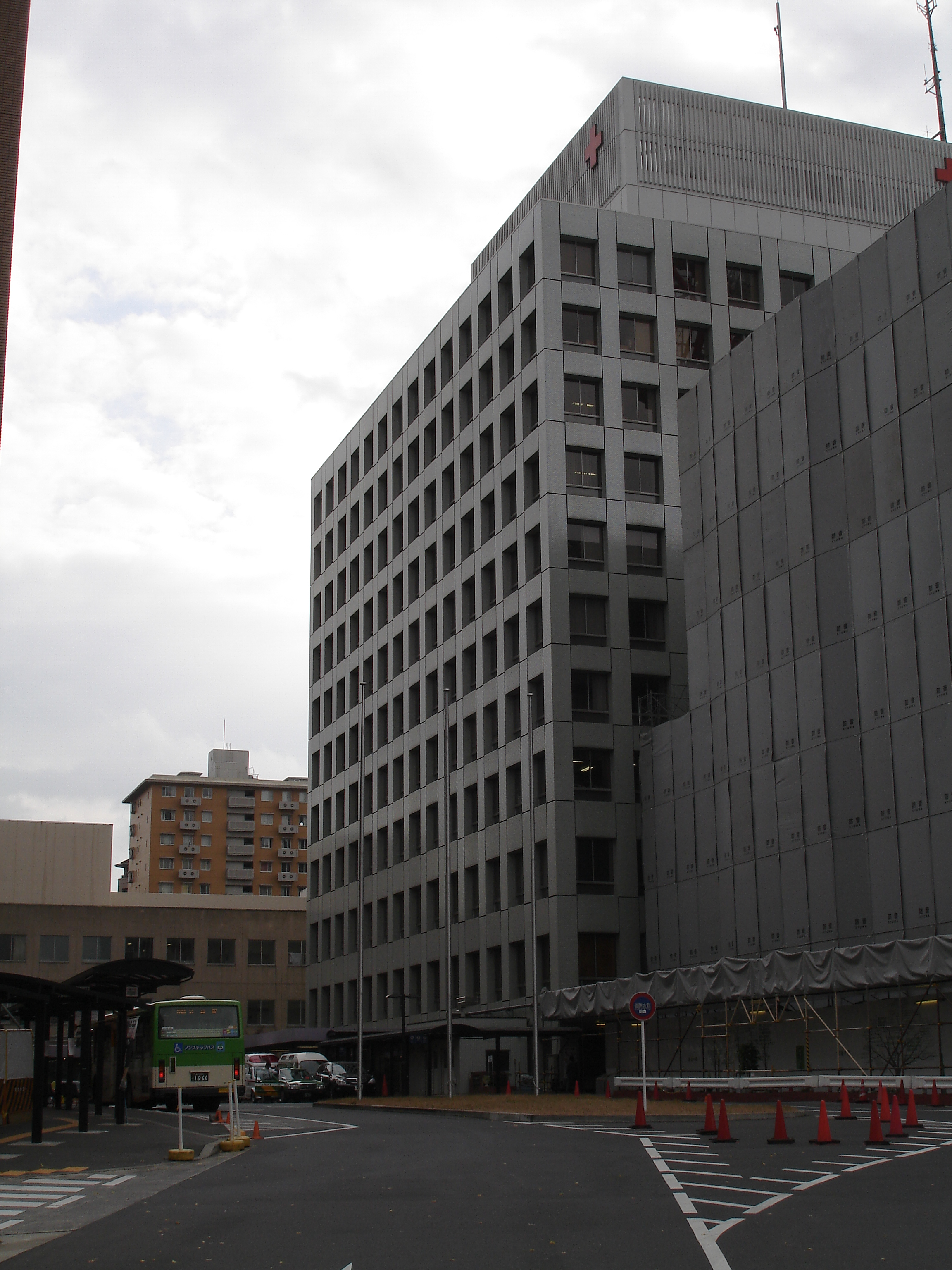
建て替え前の様子

- 1886年（明治19年）11月 - 博愛社病院、麹町区飯田町（現在の千代田区九段付近）に開院
- 1887年（明治20年）05月 - 日本赤十字社病院と改称
- 1890年（明治23年）04月 - 救護看護婦養成所を開設
- 1891年（明治24年）05月 - 病院と看護婦養成所、飯田町から現在地に新築移転[3]
- 1922年（大正11年）05月 - 日本赤十字社産院を開設、産婆養成所[4][注釈 2]併設
- 1941年（昭和16年）01月 - 日本赤十字社中央病院と改称
- 1948年（昭和23年）04月 -産婆養成所を日本赤十字社助産婦学校[5]と改称
- 1948年（昭和23年）07月 - 付属乳児院を併設
- 1972年（昭和47年）11月 - 日本赤十字社産院と日本赤十字社中央病院とを統合、日本赤十字社医療センターとなる
- 2010年（平成22年）01月 - 新病棟に移転

## 指定施設
- 救命救急センター
- 地域がん診療連携拠点病院
- 東京都災害拠点病院
- 総合周産期母子医療センター（母体救命対応）
- エイズ診療拠点病院
- がんゲノム医療連携病院
- 地域医療支援病院
- 東京DMAT指定病院
- Baby-Friendly Hospital認定病院
- 児童福祉法による助産施設（児童福祉法第36条）

## 診療部門

### 診療科
- 糖尿病内分泌科
- 血液内科
- 感染症科
- アレルギー・リウマチ科
- 腎臓内科
- 緩和ケア科
- 神経内科
- メンタルヘルス科
- 呼吸器内科
- 消化器内科
- 循環器内科
- 呼吸器外科
- 乳腺外科
- 胃・食道外科
- 肝胆膵・移植外科
- 大腸肛門外科
- 心臓血管外科
- 脳神経外科
- 骨・関節整形外科
- 脊椎整形外科
- 皮膚科
- 泌尿器科
- 眼科
- 耳鼻咽喉科
- 産科
- 婦人科
- 新生児科
- 小児科
- 小児保健
- 小児外科
- 化学療法科
- 麻酔科
- 集中治療科
- 内視鏡診断治療科
- リハビリテーション科
- 放射線腫瘍科
- 放射線診断科
- 放射線血管内治療科
- 救急科
- 歯科口腔外科
- 健康管理科

### センター
- 救命救急センター
- 周産母子・小児センター
- 整形外科センター
- サイバーナイフセンター
- 血液浄化センター
- 創傷ケア外来
- 血管内治療センター
- 内視鏡室
- 健康管理センター
- 骨髄腫アミドイローシスセンター

### 救援部門
- 国内医療救護部
- 国際医療救援部

### 医療社会事業部門
- 医療・地域連携課
- 患者支援センター

## 交通アクセス
電車
- 東京メトロ日比谷線広尾駅より徒歩約15分

バス
| 運行事業者 | 乗車駅     | 路線・系統 | 下車停留所                      |
| ---------- | ---------- | ---------- | ------------------------------- |
| ちぃばす   | 赤坂見附駅 | 青山ルート | 「日赤医療センター前」          |
| 都営バス   | 渋谷駅     | 学03       | 「日赤医療センター前」          |
| 都営バス   | 恵比寿駅   | 学06       | 「日赤医療センター前」          |
| 都営バス   | 品川駅     | 品97       | 「日赤医療センター下」、徒歩3分 |
| 都営バス   | 目黒駅     | 黒77       | 「日赤医療センター下」、徒歩3分 |

## 車両
- ドクターカー

救命救急センターにて、2020年10月から運用を開始した。ベース車両はホンダ・ヴェゼル。視認性を高めるため、側面には「バッテンバーグマーキング」、背面には「シェブロンマーキング」が施されている。なお、利用者には診療医療費が請求される。。

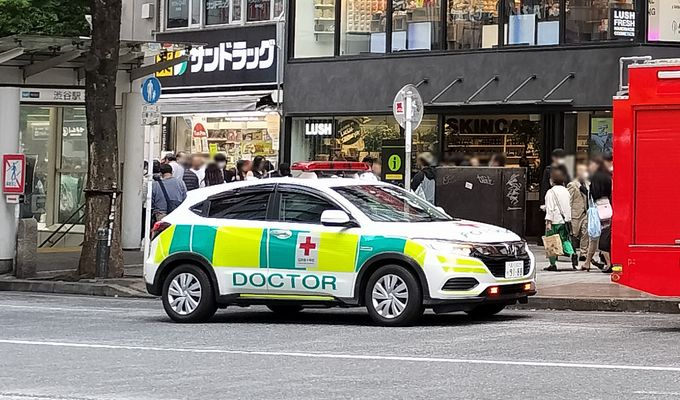
渋谷駅前に出動したドクターカー
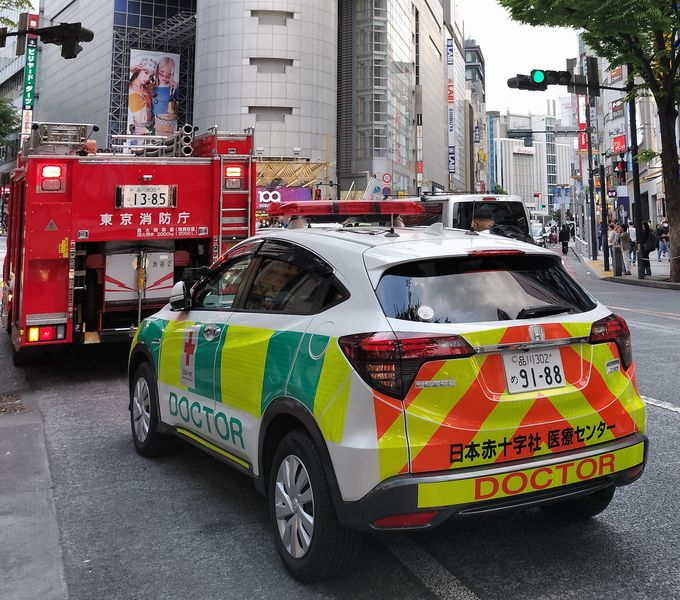
後方
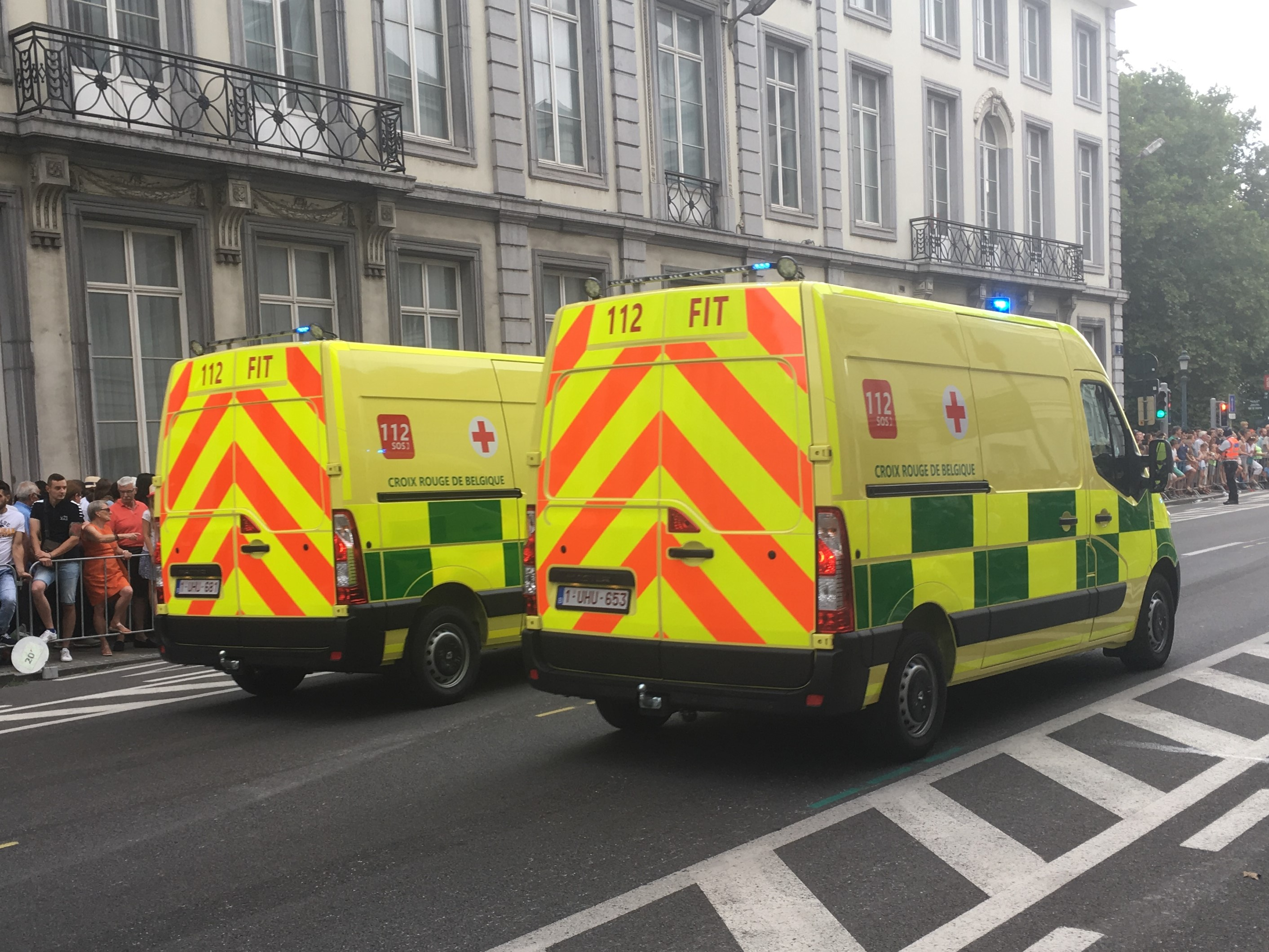
参考画像：ベルギー赤十字の車両

## 関連施設
- 日本赤十字看護大学広尾キャンパス
- 日本赤十字社助産師学校
- 日本赤十字社幹部看護師研修センター
- 日本赤十字社医療センター附属乳児院
- 日本赤十字広尾訪問看護ステーション
- 日本赤十字社総合福祉センター